# Gemma Rovira Ortega
Gemma Rovira Ortega   (Barcelona, 1964) és una traductora literària catalana. Entre les seves traduccions al castellà, s'hi troben els tres últims llibres de la saga Harry Potter de J.K. Rowling, la novel·la El noi del pijama de ratlles de John Boyne i la saga Crònica de l'Assassí de Reis de Patrick Rothfuss.

## Carrera
Va estudiar Filologia Hispànica a la Universitat Central de Barcelona quan encara no existien les facultats de traducció, tot i que llavors no sabia a què volia dedicar-se. Alhora, va estudiar anglès a l'Institut Britànic de Barcelona, on va obtenir el Certificate of Proficiency in English de la Universitat de Cambridge l'any 1987.
Des de 1988 es dedica exclusivament a la traducció literària de l'anglès al castellà. Ha col·laborat amb les editorials Salamandra, Anagrama, Minotauro, Random House Mondadori, Ediciones B, Edhasa, Maeva, Seix Barral, Círculo de Lectores i Alfaguara. Entre més d'un centenar d'obres traduïdes, que inclouen alguns assajos així com diversos subgèneres de novel·la, destaquen autors com Daniel Mason (L'afinador de pianos), Lisa See (Snow Flower, El pavelló de les peònies, Les noies de Xangai), Margaret Atwood (The Penelopiad), Karen Armstrong (A Short History of Myth), Andrew Miller (Ingenious Pain, Oxygen, Casanova), Anne Tyler (Digging to America, Noah's Compass, The Amateur Marriage), Kurt Vonnegut (Bluebeard), Donna Tartt (The Secret History, The Little Friend), Tom Sharpe (Els Grope, L'herència de Wilt, Wilt s'ha perdut) i Paul Theroux (Kowloon Tong).
El 2004, després de vint anys en l'ofici de traductora literària, va obtenir l'encàrrec més significatiu de la seva carrera, Harry Potter i l'orde del Fènix de J.K. Rowling, al qual seguirien els dos últims títols d'aquesta saga: Harry Potter i el misteri del Príncep el 2007 i Harry Potter i les relíquies de la Mort el 2008. A més d'aquestes obres, Gemma Rovira va traduir el llibre més venut a Espanya durant els anys 2007 i 2008, El noi del pijama de ratlles, escrita per John Boyne. També va traduir la saga Crònica de l'Assassí de Reis de Patrick Rothfuss i l'última seqüela d'Harry Potter, titulada El llegat maleït.
És membre de l'Associació Professional de Traductors i Intèrprets de Catalunya (APTIC) i d'ACE Traductors, entitat en la junta de la qual va estar entre el 2006 i el 2010.